# Îles Marshall aux Jeux olympiques d'été de 2012
Les Îles Marshall participent aux Jeux olympiques d'été de 2012 à Londres, au Royaume-Uni. Il s'agit de leur 2e participation aux Jeux olympiques d'été ; le pays n'avait pas remporté de médaille aux Jeux précédents.
Les Îles Marshall sont représentées par une petite délégation de deux coureurs et de deux nageurs.

## Athlétisme
Légende
- Note : le rang attribué pour les courses correspond au classement de l'athlète dans sa série uniquement.
- Q = Qualifié pour le tour suivant
- q = Qualifié au temps pour le tour suivant (pour les courses) ou qualifié sans avoir atteint les minima requis (lors des concours)
- NR = Record national
- N/A = Tour non disputé pour cette épreuve

Hommes
| Athlète       | Épreuve | Séries   | Séries | Quarts de finale | Quarts de finale | Demi-finales | Demi-finales | Finale       | Finale       |
| Athlète       | Épreuve | Résultat | Rang   | Résultat         | Rang             | Résultat     | Rang         | Résultat     | Rang         |
| ------------- | ------- | -------- | ------ | ---------------- | ---------------- | ------------ | ------------ | ------------ | ------------ |
| Timi Garstang | 100 m   | 12 s 81  | 7      | Pas qualifié     | Pas qualifié     | Pas qualifié | Pas qualifié | Pas qualifié | Pas qualifié |

Femmes
| Haley Nemra | 800 m | 2 min 14 s 90 | 6 | Pas qualifiée | Pas qualifiée | Pas qualifiée | Pas qualifiée |

## Natation
Hommes
| Giordan Harris | 50 m nage libre | 26 s 88 | 46 | Pas qualifié | Pas qualifié | Pas qualifié | Pas qualifié | Pas qualifié | Pas qualifié |

Femmes
| Athlète          | Compétition     | Séries  | Séries | Demi-finales  | Demi-finales  | Finale        | Finale        |
| Athlète          | Compétition     | Temps   | Rang   | Temps         | Rang          | Temps         | Rang          |
| ---------------- | --------------- | ------- | ------ | ------------- | ------------- | ------------- | ------------- |
| Ann-Marie Hepler | 50 m nage libre | 28 s 06 | 49     | Pas qualifiée | Pas qualifiée | Pas qualifiée | Pas qualifiée |